# Maxel (album)
Maxel – trzecia kaseta zespołu Maxel wydana w maju 1995 roku, nakładem Firmy Fonograficznej Green Star. Największym przebojem z tego wydawnictwa okazał się utwór Tańczmy z Cyganami. Drugim utworem promującym kasetę była piosenka Tylko Ty. Oba teledyski można było oglądać w programie Disco Polo Live na antenie TV Polsat.
W 1996 roku, także na kasecie magnetofonowej, materiał został wznowiony.

## Lista utworów
Strona A
1. Tańczmy z Cyganami (4:41)
2. Twoja piosenka (2:54)
3. Serca dwa (3:35)
4. Żegnaj Italio (3:40)
5. Viola (5:00)

Strona B
1. Tylko Ty (3:40)
2. Miłości smak (4:40)
3. Nie zapomnę (4:35)
4. Zabłąkany chłopak (3:09)
5. Julia (3:34)

- Nagrań dokonano w Studio RAMZES w Białymstoku. Realizacja: Marek Zrajkowski, Adam Wojtecki

## Skład zespołu
- Marek Zientarski – vocal
- Bogdan Kukier – vocal, instrumenty klawiszowe
- Robert Anulewicz – vocal, instrumenty klawiszowe
- Mirosław Suszycki – manager